# 特倫頓鎮區 (密蘇里州格蘭迪縣)
特倫頓鎮區（英語：Trenton Township）是位於美國密蘇里州格蘭迪縣的一個行政鎮區。

## 地方資料
特倫頓鎮區的面積為125.15平方千米，當中陸地面積為123.34平方千米，而水域面積為1.80平方千米。根據2020年美國人口普查的數據，當地共有人口6053人，而人口密度為每平方千米48.37人。